# Jeremy Dudziak
Jeremy Dudziak, né le 28 août 1995 à Hambourg, est un footballeur germano-tunisien. Il évolue au poste de milieu offensif au Hertha Berlin.

## Carrière
Le 6 septembre 2019, il joue son premier match international avec la Tunisie contre la Mauritanie en amical au stade olympique de Radès. Il est remplacé à la pause par Ahmed Khalil (victoire 1-0). En octobre 2019, le sélectionneur de l'équipe nationale tunisienne Mondher Kebaier a affirmé que Dudziak ne peut plus jouer avec la sélection à cause des problèmes administratifs l'empêchant d'obtenir la nationalité tunisienne. Le dossier est alors définitivement clos.

## Palmarès en équipe nationale
- Équipe d'Allemagne des moins de 17 ans
  - Finaliste du Championnat d'Europe de football des moins de 17 ans en 2012